# Ludvig Håkanson
Ludvig Erik "Ludde" Håkanson (Estocolmo, 22 de março de 1996) é um basquetebolista profissional sueco que atualmente joga pelo Montakit Fuenlabrada. O atleta possui 1,90m e joga na posição armador.

## Carreira
Ludde Håkanson começou sua carreira nas categorias de base do Alvik Basket na Suécia e com quinze anos de idade passou a integrar as categorias de base do FC Barcelona onde integrou a segunda equipe do clube catalão disputando a Liga Ouro em 2012-13 e 2013-14 e a Liga Prata em 2014-15 alternando com participações no time principal na Euroliga e na Liga Endesa.
Na temporada 2015-16 foi emprestado ao VEF Rīga para disputar a Liga Letã e a VTB United League, mas em janeiro de 2016 desligou-se da equipe báltica e voltou para a Espanha para defender as cores do Baloncesto Sevilla.